# Distrito de Kuwana
El distrito de Kuwana (桑名郡 Kuwana-gun?) es un distrito localizado en la prefectura de Mie, Japón. En junio de 2019 tenía una población de 6.127 habitantes y una densidad de población de 389 personas por km². Su área total es de 15,74 km².

## Pueblos y villas
- Kisosaki

- Datos: Q1131489